# Episodi di Missione pericolosa
La prima stagione della serie televisiva Missione pericolosa è stata trasmessa in anteprima negli Stati Uniti d'America dalla NBC tra l'autunno del 1951 e la primavera del 1952.
| nº | Titolo originale                      | Titolo italiano | Prima TV USA  | Prima TV Italia |
| -- | ------------------------------------- | --------------- | ------------- | --------------- |
| 1  | The Alien Smuggler Story              |                 | 1951          |                 |
| 2  | The Submarine Story                   |                 | 1951          |                 |
| 3  | Displaced Persons Story               |                 | 1951          |                 |
| 4  | The Memory Chain                      |                 | 1951          |                 |
| 5  | The Manger Story                      |                 | 1951          |                 |
| 6  | The Key Story                         |                 | 1951          |                 |
| 7  | The Bhandara Story                    |                 | 1951          |                 |
| 8  | The Salami Story                      |                 | 1951          |                 |
| 9  | The Pat and Mike Story                |                 | 1951          |                 |
| 10 | The Lagoon Story                      |                 | 1951          |                 |
| 11 | The Mine Story                        |                 | 1951          |                 |
| 12 | The Italian Movie Story               |                 | 1951          |                 |
| 13 | The Blood-Stained Feather Story       |                 | 1951          |                 |
| 14 | The Burma Temple Story                |                 | 1951          |                 |
| 15 | South America -- Sunflower Seed Story |                 | dicembre 1951 |                 |
| 16 | The Caboose Story                     |                 | dicembre 1951 |                 |
| 17 | The Missing Diplomat Story            |                 | dicembre 1951 |                 |
| 18 | The Briefcase Story                   |                 | dicembre 1951 |                 |
| 19 | The Civil War Map Story               |                 | 1952          |                 |
| 20 | The Piece of String Story             |                 | 1952          |                 |
| 21 | The Iron Banner Story                 |                 | 1952          |                 |
| 22 | The Dead General Story                |                 | 1952          |                 |
| 23 | The Parachute Story                   |                 | 1952          |                 |
| 24 | The Paris Sewer Story                 |                 | 1952          |                 |
| 25 | The Atomic Mine Story                 |                 | 1952          |                 |
| 26 | The Bodyguard Story                   |                 | 1952          |                 |
| 27 | The Art Treasure Story                |                 | 1952          |                 |
| 28 | The One Blue Chip Story               |                 | 1952          |                 |
| 29 | The Red Queen Story                   |                 | 1952          |                 |
| 30 | The Knitting Needle Story             |                 | 1952          |                 |
| 31 | The Assassin Ring Story               |                 | 1952          |                 |
| 32 | The Decoy Story                       |                 | 1952          |                 |
| 33 | The Death in the Morgue Story         |                 | 1952          |                 |
| 34 | The Stolen Letter                     |                 | 1952          |                 |
| 35 | The Venetian Story                    |                 | 1952          |                 |
| 36 | The Black Hood Story                  |                 | 1952          |                 |
| 37 | The Archeological Story               |                 | 1952          |                 |
| 38 | The Havana Microfilm Story            |                 | 1952          |                 |
| 39 | The Perfect Alibi                     |                 | 1952          |                 |